# 入谷八幡神社
入谷八幡神社（いりやはちまんじんじゃ）は、宮城県本吉郡南三陸町入谷に鎮座する神社。主祭神は誉田別尊。境内にはタコをモチーフにしたブロンズ像（オクトパス君）がある。

## 歴史
白鳳年間の創始とされる。龍福と弥惣という兄弟が北の奥山に潜み住んでいて凶作をもたらした際に村人は困り果て藤原秀衡にその討伐を要請したところ、源義経が二人を退治した。当社はその戦勝に感謝して建立された。また1188年（文治4年）、義経の奥州下向時に祈願成就の礼として醍醐山に使者を遣わし、男山八幡宮より空海自筆の額一面、金の幣三本、平安城の刀一振りを奉り長継坊萬福という僧が下向勧請した。天正年間に移築、戦火での焼失もあったが空海の額一面が現存する。1752年（宝暦2年）に社殿を修築、1870年（明治3年）に八幡神社と改称。1875年（明治8年）付社に列す。1945年（昭和20年）11月3日社殿を改築。

## タコのブロンズ像
当地は「西の明石、東の志津川」と称されるタコの産地であり、タコの英語名・オクトパスは「置くと（受験に）パス（合格する）」の語呂合わせからタコ形の文鎮が受験グッズとして販売されている。また当社境内にはタコのブロンズ像が設置され、合格祈願スポットとなっている。

## 御朱印
入谷八幡神社の御朱印は『片面』300円　『見開き』500円の2種類となっている。

## 現地情報

### 所在地
- 宮城県本吉郡南三陸町入谷字水口沢243

### アクセス
- 三陸沿岸道路志津川インターチェンジから車5分